# Longitarsus bicolor
Longitarsus bicolor är en skalbaggsart som beskrevs av Horn 1889. Longitarsus bicolor ingår i släktet Longitarsus och familjen bladbaggar. Inga underarter finns listade i Catalogue of Life.